# Ramanand Sagar
Ramanand Sagar, nato Chandramauli Chopra (Lahore, 29 dicembre 1917 – Mumbai, 12 dicembre 2005), è stato un regista, sceneggiatore e produttore cinematografico indiano.

## Filmografia parziale

### Cinema
- Barsaat (1949) - sceneggiatore
- Sangdil (1952) - sceneggiatore
- Bazooband (1954) - regista e sceneggiatore
- Raj Tilak (1958) - sceneggiatore
- Paigham (1959) - sceneggiatore
- Ghunghat (1960) - regista
- Zindagi (1964) - regista
- Arzoo (1965) - regista e produttore
- Ankhen (1968) - regista, sceneggiatore e produttore
- Geet (1970) - regista
- Lalkar (1972) - regista, sceneggiatore e produttore
- Charas (1976) - regista, sceneggiatore e produttore
- Prem Bandhan (1979) - regista
- Hum Tere Aashiq Hain (1979) - sceneggiatore
- Romance (1983) - regista e produttore
- Salma (1985) - regista e produttore

### Televisione
- Vikram Aur Betaal (1985-1986) - regista e produttore
- Ramayan (1987-1988) - regista, sceneggiatore e produttore
- Luv Kush (1988-1989) - regista
- Shri Krishna (1993) - regista
- Alif Laila (1993) - regista

## Premi e riconoscimenti
- 1960 – Filmfare Best Dialogue Award (Paigham)
- 1969 – Filmfare Best Director Award (Aankhen)
- 2000 – Padma Shri